# Ловенс, Гленн
Гленн Ло́венс (нидерл. Glenn Loovens, МФА: [ˈglɛn ˈloːvə(n)s]; род. 22 сентября 1983[…], Дутинхем, Гелдерланд) — нидерландский футболист. Привлекался в национальную сборную своей страны. Выступал на позиции центрального защитника.
Сыграл два матча за первый состав сборной Нидерландов.

## Клубная карьера

### «Фейеноорд»
Ловенс — воспитанник нидерландского «Фейеноорда». Дебют Гленна в первом составе «Южного клуба» состоялся в сезоне 2001/02 в матче, где его клуб играл против ПСВ. В этом же году Ловенс вместе с командой стал обладателем Кубка УЕФА, обыграв в финале на своём домашнем стадионе дортмундскую «Боруссию» со счётом 3:2. Его партнёрами по «Фейеноорду» в то время были такие футболисты, как Робин ван Перси, Кивард Спрокел, Ферне Снойль. Однако в последующих сезонах Ловенс не смог воспользоваться таким успешным началом карьеры, уступив место в основном составе Патрику Пауве. На европейской арене нидерландец впервые выступил в 19-летнем возрасте — дебютом послужила гостевая встреча «Фейеноорда» с киевским «Динамо», которая состоялась 23 октября 2002 года на Олимпийском стадионе в рамках Лиги чемпионов.
Не имея возможности предоставить Гленну постоянного место в составе, клуб был вынужден последующие три года отдавать Ловенса в аренду в другие команды — «Эксельсиор», «Де Графсхап» и «Кардифф Сити».

### «Кардифф Сити»
Сезон 2005/06 Гленн начал в английском клубе «Кардифф Сити», представляющим местный Первый дивизион. Ловенс впечатлил руководство «ласточек» своей игрой, и спустя несколько месяцев переговоров с нидерландской стороной было объявлено, что «Сити» выкупили трансфер игрока за 250 тысяч фунтов стерлингов. Первоначально партнёром Гленна по центру обороны был капитан «Кардиффа» Даррен Пёрс, однако в сезоне 2007/08 англичанин потерял место в основе в борьбе с Роджером Джонсоном. Ловенс и его новый «напарник» своей отличной игрой помогли «ласточкам» дойти до финала Кубка Англии, где клуб нидерландца проиграл «Портсмуту» 0:1. Сам Гленн забил гол в этой встрече, однако главный судья поединка, Майк Дин, его не засчитал.
В том же сезоне Ловенс сыграл свой 100-й матч за «Кардифф» во всевозможных официальных турнирах. Это произошло 12 марта 2008 года в матче против «Халл Сити».

### «Селтик»
Летом 2008 года Гленн стал объектом интереса для других клубов, среди которых главными претендентами на нидерландца были непримиримые соперники из Шотландии — «Селтик» и «Рейнджерс». Главный тренер «рейнджеров», Уолтер Смит, заявив о своём желании заполучить в свои ряды Ловенса, сделал руководству «Кардифф Сити» предложение о покупке нидерландца, на которое «ласточки» ответили отказом. 16 августа было объявлено, что Гленн подписал 4-летний контракт с «Селтиком», сумма отступных, выплаченных «кельтами» «Кардиффу» составила 2,1 миллиона фунтов стерлингов. Ловенс, комментируя свой переход, заявил, что «решающим фактором для принятия такого решения было участие его нового клуба в Лиге чемпионов».
Уже 23 августа Гленн дебютировал в бело-зелёной футболке глазговского клуба — во встрече, проходившей на «Селтик Парк», «кельты» победили «Фалкирк» 3:0. Ровно через месяц Ловенс забил свой первый гол на шотландской земле, поразив ворота «Ливингстона» в матче Кубка Лиги. Нидерландец быстро закрепился в основном составе «Селтика», став одним из незаменимых игроков защитных порядков «бело-зелёных». Всего в футбольном году 2008/09 он принял участие в 23 матчах, в которых четыре раза отличался точными результативными ударами. 20 сентября того же года Ловенс впервые забил мяч в новом сезоне, огорчив вратаря «Харт оф Мидлотиан» Яноша Балога. Нидерландец провёл этот гол уже в добавленное время встречи, принеся победу «кельтам» со счётом 2:1. Октябрь 2010 года стал определяющим в карьере Гленна в «Селтике» — сначала защитник поразил собственные ворота в принципиальном дерби «Old Firm» против «Рейнджерс», а уже в следующей встрече (против «Сент-Джонстона») был подвергнут жесточайшей обструкции со стороны болельщиков и журналистов за свою слабую игру. С этого времени Ловенс потерял место в основном составе глазговцев.

### «Реал Сарагоса»
По окончании сезона 2011/12 Гленн покинул «Селтик» вследствие истечения его контракта с клубом. 17 июля защитник заключил соглашение с испанским коллективом «Реал Сарагоса». Чтобы осуществить этот трансфер, Ловенс отверг предложения английского «Блэкберн Роверс» и турецкого «Бешикташа». 21 октября впервые принял участие в официальном матче «Сарагосы» — оппонентами арагонцев были футболисты «Гранады».

## Сборная Нидерландов
Гленн сыграл один матч за молодёжную сборную Нидерландов.
Свою первую игру за первый состав сборной Ловенс провёл 5 сентября 2009 года в товарищеской встрече «оранжевых» со сборной Японии.
На июль 2012 года Гленн сыграл два матча за первую сборную Нидерландов.

### Матчи и голы за сборную Нидерландов
| № | Дата            | Место                              | Оппонент | Счёт | Голы Ловенса | Соревнование      |
| 1 | 5 сентября 2009 | «Гролс Весте», Энсхеде, Нидерланды | Япония   | 3:0  | —            | Товарищеский матч |
| 2 | 11 августа 2010 | «Донбасс Арена», Донецк, Украина   | Украина  | 1:1  | —            | Товарищеский матч |

Итого: 2 матча / 0 голов; 1 победа, 1 ничья, 0 поражений.
(откорректировано по состоянию на 11 августа 2010)

### Сводная статистика игр/голов за сборную
| Сборная          | Год              | Отборочные матчи ЧМ | Отборочные матчи ЧМ | Финальные матчи ЧМ | Финальные матчи ЧМ | Отборочные матчи ЧЕ | Отборочные матчи ЧЕ | Финальные матчи ЧЕ | Финальные матчи ЧЕ | Товарищеские матчи | Товарищеские матчи | Итого | Итого |
| Сборная          | Год              | Игры                | Голы                | Игры               | Голы               | Игры                | Голы                | Игры               | Голы               | Игры               | Голы               | Игры  | Голы  |
| ---------------- | ---------------- | ------------------- | ------------------- | ------------------ | ------------------ | ------------------- | ------------------- | ------------------ | ------------------ | ------------------ | ------------------ | ----- | ----- |
| Нидерланды       | 2009             | —                   | —                   | —                  | —                  | —                   | —                   | —                  | —                  | 1                  | 0                  | 1     | 0     |
| Нидерланды       | 2010             | —                   | —                   | —                  | —                  | —                   | —                   | —                  | —                  | 1                  | 0                  | 1     | 0     |
| Всего за карьеру | Всего за карьеру | 0                   | 0                   | 0                  | 0                  | 0                   | 0                   | 0                  | 0                  | 2                  | 0                  | 2     | 0     |

(откорректировано по состоянию на 11 августа 2010)

## Достижения
«Фейеноорд»
- Обладатель Кубка УЕФА: 2001/02

«Кардифф Сити»
- Финалист Кубка Англии: 2007/08

«Селтик»
- Чемпион Шотландии: 2011/12
- Обладатель Кубка Шотландии: 2010/11
- Обладатель Кубка шотландской лиги: 2008/09
- Финалист Кубка шотландской лиги: 2010/11